# Індже-Войвода
Індже́-Войво́да (болг. Индже войвода) — село в Бургаській області Болгарії. Входить до складу громади Созопол. Назване на честь видатного болгарського гайдука Індже воєводи.

## Населення
За даними перепису населення 2011 року у селі проживали 185 осіб, з них 18 осіб (90,0%) — болгари.
Розподіл населення за віком у 2011 році:
Динаміка населення: